# El Tamal, Oaxaca
El Tamal är en ort i Mexiko.   Den ligger i kommunen Santiago Pinotepa Nacional och delstaten Oaxaca, i den sydöstra delen av landet, 400 km söder om huvudstaden Mexico City. El Tamal ligger 68 meter över havet och antalet invånare är 220.
Terrängen runt El Tamal är huvudsakligen platt, men den allra närmaste omgivningen är kuperad. Runt El Tamal är det ganska tätbefolkat, med 60 invånare per kvadratkilometer. Närmaste större samhälle är Santiago Pinotepa Nacional, 13,8 km öster om El Tamal. Omgivningarna runt El Tamal är en mosaik av jordbruksmark och naturlig växtlighet.